# Чин (држава)
Чин је једна од држава Мјанмара. Има 478.690 становника (подаци из 2014. године), а главни град је Хака. Титуларни народ ове државе је Чин. 